# Vlaardingen
Vlaardingen é uma cidade e também um município da província de Holanda do Sul, nos Países Baixos. Em janeiro de 2010, a cidade tinha 70 240 habitantes. Vlaardingen está localizada nas margens do rio Novo Mosa (em neerlandês:  Nieuwe Maas) e as cidades que o rodeiam são: ao norte, Midden-Delfland; ao oeste, Maassluis; e no leste, Schiedam. A maioria da cidade é urbana. O Broekpolder não poderia ser urbanizada devido à poluição da terra, originalmente a partir dos portos de Roterdão.